# Giao (họ)
Giao là một họ của người châu Á. Họ này có mặt ở Việt Nam, tập trung chủ yếu ở tỉnh Tây Ninh, Bến Tre và một số ít sống tại tỉnh Quảng Ngãi, Nghệ An và tỉnh Đồng Tháp.
Một nhánh họ Di vốn có xuất thân là từ người họ Giao đổi thành họ Di, con cháu của nhánh họ Di này đến nay sinh sống chủ yếu ở thị trấn Trảng Bàng.